# Marathovounos
Marathovounos (in greco Μαραθόβουνος?; in turco Ulukışla) è un villaggio situato nella parte centrale di Cipro. Esso è situato de iure nel distretto di Famagosta e de facto nel distretto di Gazimağusa. È de facto sotto il controllo di Cipro del Nord.  Prima del 1974 il villaggio era abitato da greco-ciprioti.
Nel 2011 Marathovounos aveva 836 abitanti.

## Geografia fisica
Marathovounos si trova nella pianura della Messaria. Esso è situato a 2 km a nord del villaggio di Angastina, a 4 km a sud del comune di Tziaos e a 39 km a est del capoluogo di distretto Famagosta. il villaggio si trova a 65 metri sul livello del mare.

## Origini del nome
Marathovounos prende il nome dal finocchio (Marathos), un'erba aromatica e saporita usata in cucina e nella medicina popolare, e il nome significa "Collina del finocchio". Dopo l'invasione turca del 1974 è stata ribattezzata Ulukışla, che in turco significa "caserma santa" o "grande caserma".  Probabilmente il nome deriva dal campo militare turco che si trova nel villaggio.

## Storia
Marathovounos è stata costruita su una collinetta chiamata Vounos ("collina" in greco) al margine settentrionale della pianura della Messaria. Vi sono state scoperte testimonianze di abitazioni della media e tarda età del bronzo.  Nella vicina Petrera c'è anche un'antica basilica. Si ipotizza che a Vouno ci fosse un precedente villaggio cristiano con una piccola chiesa che risale al 1700. È stato ipotizzato che uno dei muri della chiesa di Marathovounos, dedicata a Prophitis Ilias (Profeta Elia), abbia incorporato un antico affresco di questa piccola chiesa.
All'inizio degli anni venti dell'Ottocento, i greco-ciprioti di Agia Paraskevi, un villaggio vicino situato a nord fondato nel 1571, trovarono rifugio nelle grotte intorno alla collinetta di Vouno. Questo avvenne dopo un'ondata di massacri in tutta l'isola inflitti ai greco-ciprioti dagli amministratori ottomani che temevano una rivolta per l'indipendenza simile a quella avvenuta in Grecia nel 1821. "I primi abitanti del villaggio si trasferirono nel 1821 da case greche dal luogo dove oggi si trova il villaggio turco di Tziaos, accanto a Marathovounos... Il fatto che la moschea di Tsiados sia la chiesa di Agia Paraskevi che fu trasformata in moschea e che fino al 1974 non aveva il minareto è un'altra prova per i greco-ciprioti che il villaggio che fu costruito nel 1571 era Agia Paraskevi. Nel 1821 i turchi uccisero 450 giovani all'interno della chiesa di Agia Paraskevi." La pressione esercitata sui greci dalle autorità turche costrinse le giovani coppie a trasferirsi per risparmiarsi ulteriori vilipendi e angherie. Dopo questo evento Agia Paraskevi fu ribattezzata Tziaos e vi abitarono solo turchi.

## Monumenti e luoghi d'interesse

### Architetture religiose

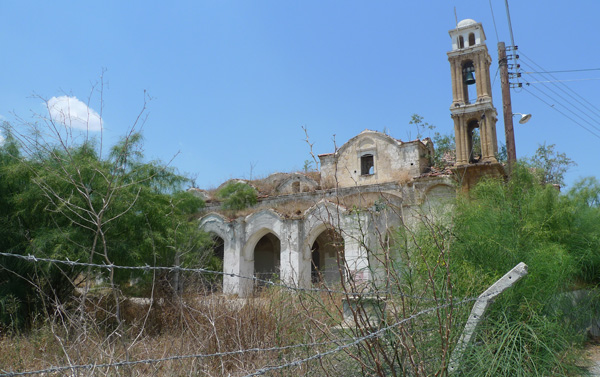
I resti della chiesa di Profitis Ilias a Marathovounos, Cipro, 2012. Photo:C. M.

Tra Marathovounos e Tsiados esiste l'exoklisi (cappella esterna) di Timiou Stauvrou ("Croce d'onore" In greco) nel luogo in cui si trova il cimitero di Marathovounos. Dopo l'invasione, una scavatrice ha spianato il cimitero e le macerie sono state depositate all'interno delle mura cadute dell'antica cappella.

## Economia
Il reddito principale di Marathovounos prima del 1974 era generato dall'agricoltura, grazie alla coltivazione di grano e orzo e all'allevamento di ovini e bovini. Gli uomini del villaggio lavoravano inoltre nelle miniere del massiccio del Troodos, e sia le donne che gli uomini si recavano a Famagosta o a Nicosia per lavorare in diverse industrie. Il trasporto avveniva utilizzando la Ferrovia governativa cipriota, che entrò in funzione per la prima volta nel 1905. Tuttavia, questo servizio fu chiuso nel 1951 perché con l'arrivo di autobus e camion divenne antieconomico. La stazione si trovava a circa 2 km a sud-est del villaggio. Nel 1905 a Marathovounos fu istituita una stazione di polizia rurale.

## Società

### Evoluzione demografica

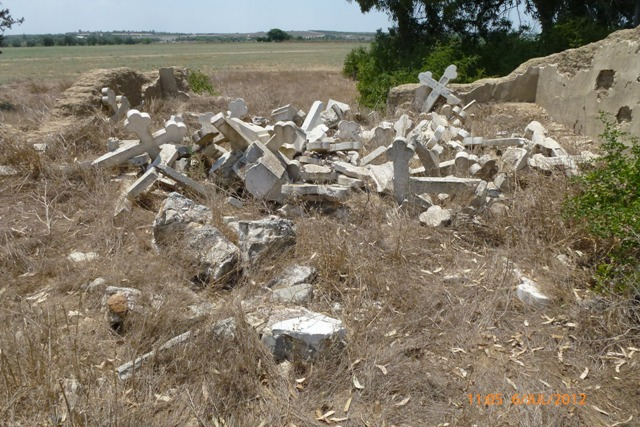
Resti della cappella di Timios Stauvros, annessa al cimitero greco-ortodosso di Marathovounos, Cipro. Si notino le lapidi del cimitero che sono state divelte e gettate all'interno delle sue mura.

Nel 1831 Marathovounos contava 138 abitanti di etnia greca. Tra il censimento del 1891 e quello del 1931 nel villaggio vivevano non più di 5 turchi. Quando Cipro ottenne l'indipendenza nel 1960, i suoi abitanti erano 2019 greci. Prima dell'invasione turca del 1974, vi abitavano 2363 greci, ma furono cacciati dall'esercito turco in avanzata. Nel 1978 la popolazione turca fu registrata dall'amministrazione dell'occupazione come 311, ma questo totale non comprendeva le donne.
Nel 1976 e 1977 sono immigrate famiglie turche dai distretti di Kozan e Feke della regione turca di Adana. Tra loro ci sono anche alcuni turco-ciprioti. Secondo il censimento del 2006, la popolazione di Marathovounos era di 876 abitanti.

## Educazione

### Scuola primaria
La scuola primaria di Marathovounos fu istituita per la prima volta nel 1869. Il primo insegnante nominato nel villaggio fu Evgrafos Evstratiou. Nel 1974, durante l'anno scolastico 1973-74, 330 studenti frequentavano la scuola.